# Lepadella monodi
Lepadella monodi is een raderdiertjessoort uit de familie Lepadellidae. De wetenschappelijke naam van deze soort is voor het eerst geldig gepubliceerd in 1959 door Bērzinś.